# ام‌اس بن-مای-چری
ام‌اس بن-مای-چری (به انگلیسی: MS Ben-my-Chree) یک کشتی است که طول آن ۱۲۵٫۲ متر (۴۱۱ فوت) می‌باشد. این کشتی در سال ۱۹۹۸ ساخته شد.